# Лагуна Гойдера
Лагуна Гойдера — велике пересихаюче болотисте озеро в посушливій північно-східній частині штату Південна Австралія. Є частиною водної системи річки Даямантіна, що протікає біля Бердсвілльскої дороги на межі зі штатом Квінсленд. Під час великих паводків на річках Джорджина і Муллиган їх річкова система підживлює водою північно-західну частину лагуни через Ейр-Крик і Ворбертон. Велика частина лагуни складається з дрібних плетених мікроканалів. Вона лежить в межах пасовищ Кліфтон-Гіллз. Середньорічна норма опадів становить 100-150 мм, а середній максимум річної температури становить 36-39 градусів Цельсія. Висота над рівнем моря — 24 м.

## Птахи
Область загальною площею 2684 км², в тому числі і Лагуна Гойдера була визнана організацією BirdLife International ключовою орнітологічної територією, в основному через те, що під час паводків, на цій території мешкає велика кількість видів водоплавних птахів, загальною кількістю близько 170,000 особин (згідно з даними аерофотозйомки 2002 року). Найбільше скупчення таких птахів виявлено на південній стороні лагуни, включаючи деякі особини бакланових, качок, чаплевих і ібісів. На даній території підтримується середовище проживання більше 1 % світової популяції крапчастих качок, чайконосих крячків та Platalea regia, розводяться під контролем. В западині Кунчера (англ. Koonchera waterhole) мешкає невелика популяція Epthianura crocea. Серед інших видів птахів, для яких дане місце є важливим, відомі Elanus scriptus, Peltohyas australis, Amytornis barbatus та Amytornis goyderi Amytornis, Sugomel nigrum та Certhionyx variegatus, Ashbyia lovensis, Aphelocephala nigricincta, Psophodes cristatus та Cinclosoma cinnamomeum.